# Maria Rosa Quario
Maria Rosa Quario, född den 24 maj 1961 i Milano, är en italiensk före detta alpin skidåkare som tävlade i slalom och storslalom i alpina världscupen 1979–1986. Hon är mor till Federica Brignone. 
Hon debuterade i världscupen som 17-åring och tog under åren fyra segrar, kom på pallen vid 15 tillfällen och startade sammanlagt 52 gånger.
Hon deltog i VM 1982 samt i OS 1980 och 1984.